# Station Auvers-sur-Oise
Station Auvers-sur-Oise is een van de twee spoorwegstations in de Franse gemeente Auvers-sur-Oise. Het ligt aan de spoorlijn Pierrelaye - Creil, op kilometerpunt 33,582 van die lijn. Het andere is station Chaponval.
Het station wordt aangedaan door treinen van de Transilien lijn H.

## Vorig en volgend station
| Richting | Vorig station | Lijn    | Volgend station | Richting                   |
| -------- | ------------- | ------- | --------------- | -------------------------- |
| Pontoise | Chaponval     | Trans H | Valmondois      | Creil of Persan - Beaumont |